# ريتشارد هوفانيسيان
ريتشارد گابل هوفانيسيان (بالإنجليزية: Richard Hovhannisian)‏ هو مؤرخ أمريكي أرمني وأستاذ فخري في جامعة كاليفورنيا، لوس أنجلوس. وهو معروف بشكل رئيسي بتاريخه المكون من خمسة مجلدات لجمهورية أرمينيا الأولى. ولد هوفانيسيان ونشأ في تولاري، كاليفورنيا في عائلة من الناجين من الإبادة الجماعية الأرمينية.

## روابط خارجية
- ريتشارد هوفانيسيان على موقع IMDb (الإنجليزية)